# Lysandra cinnus
Lysandra cinnus är en fjärilsart som beskrevs av Jacob Hübner 1818/27. Lysandra cinnus ingår i släktet Lysandra och familjen juvelvingar. Inga underarter finns listade i Catalogue of Life.